# Sakstrup
Sakstrup, Sakstorp (dansk) eller Saxtorf (tysk) er et gods beliggende øst for Risby og Bastrup på halvøen Svansø i det sydøstlige Sydslesvig. Administrativt hører godset under Risby Kommune i Rendsborg-Egernførde kreds i den nordtyske delstat Slesvig-Holsten. I kirkelig henseende hører godset under Risby Sogn. Sognet lå i den danske tid indtil 1864 i Risby Herred (senere Svans godsdistrikt, Egernførde Herred).
Allerede i den sene middelalder var Sakstrup et betydeligt adelsgods. I 1509 blev godsområdet udvidet med strøgods i Risbyherred. I 1600-tallet havde godset en fælles ejer med de omgivende godser Eskildsmark, Ornum og delvis Stubbe. Næsten alle besiddelser lå i Risby Sogn (navnlig i Bastrup, Kasmark, Lose, Norby, Mismark, Patermis og Risby selv). Dertil kom Guggelsby i Siseby Sogn under fælles ejenskab med Stubbe. Som led i oprettelsen af de store godser blev mange landsbyer og gårde på Svansø nedlagt og indbyggerne flyttet til godserne.
Ejerskabet over godset skiftede flere gange. Der kan bl.a. nævnes adelsfamilierne Ahlefeldt, Rantzau og Blome. I årene 1691 til 1748 var gården i Brocksdorff-familiens eje. Sakstrup voksede efterhånden til halvøens største gods og udgjorde en selvstændig jurisdiktion i Svans Godsdistrikt (det tidligere Risby Herred), indtil patrimonialjurisdiktionen blev afksaffet i 1853. Samme år kom godset med omegnen under det nyoprettede Egernførde Herred som fælles underretsdistrikt. Allerede 1799 blev bøndernes livegenskab ophævet.
Stednavnet er første gang dokumenteret 1499. Stednavnet er afledt af personnavnet Sakse, som går etymologisk tilbage til saks (i betydning kniv og sværd, sml oldnordisk sax). Det er etymologisk samme stednavn som Savstrup i Angel. Måske har ogsâ nordtyske / saksiske nybyggere givet anledning til navnet.
Den nuværende hovedbygning er opført 1852 af røde mursten og i nygotisk stil, efter at den barokke forgængerbygning brændte ned i 1847. Den nye trefløjede hovedbygning i to etager er omkranset af voldgrave og park. Sidefløjenes gavle fik karakteristiske kamtakker. Bygningen er fredet.